# Saint-Flour (Cantal)
Saint-Flour is een gemeente in het Franse departement Cantal (regio Auvergne-Rhône-Alpes). De gemeente telde 6.390 inwoners op 1 januari 2022. De plaats is de onderprefectuur van het arrondissement Saint-Flour.

## Geschiedenis
De stad werd volgens de legende gesticht in de 4e eeuw. Volgens de stichtingslegende was bisschop Florus op de vlucht voor bandieten toen zijn pad versperd werd door een grote rots. Hij plaatste zijn hand op de rots die daarop in twee spleet. Florus liet daarna een kapel bouwen bovenop de rots. Maar ondanks deze legende en de bewoning die teruggaat tot de bronstijd, is de stad pas ontstaan na het jaar 1000.
In de 11e eeuw stichtte Odilo van Cluny een benedictijner priorij in Saint-Flour. In de middeleeuwen werd de stad versterkt met muren en versterkte stadspoorten en door haar gunstige, hoge ligging werd ze nooit veroverd tijdens de Honderdjarige Oorlog. De benedenstad, aan de rivier de Ander, werd toen wel verwoest. De benedenstad en de brug over de Ander werden herbouwd. Hier woonden de handelaars en was er industrie. In een tiental watermolens langs de Ander werd graan gemalen en was er textielnijverheid. En langs het zijriviertje de Résonnet lagen leerlooierijen.
In 1317 kreeg Saint-Flour een bisschopszetel en tijdens die eeuw beleefde Saint-Flour haar bloeitijd. Eeuwenlang werd de stad gekenmerkt door een machtsstrijd tussen de kerkelijke en wereldlijke overheid. In de 15e eeuw werd een nieuwe kathedraal gebouwd ter vervanging van de kerk van de priorij, die voordien dienst deed als kathedraal. In de eerste helft van de 17e eeuw liet de bisschop van Saint-Flour een nieuw bisschoppelijk paleis bouwen ter vervanging van het vervallen versterkte kasteel dat in de 15e eeuw was gebouwd als bisschopsresidentie. Het wereldlijk gezag in Saint-Flour was al in de 14e eeuw in handen van verkozen consuls. Rond 1760 werd het stadsbestuur hervormd en werd het bestuur door drie consuls, ingesteld in de middeleeuwen, opgeheven.
Na de Franse Revolutie werden de kerkelijke goederen aangeslagen. De kapittelkerk Notre-Dame werd een markthal en het bisschoppelijk paleis werd een overheidsgebouw. Na het concordaat van 1801 werd het bisschoppelijke paleis teruggegeven aan het bisdom, tot in het 1905 na de Wet op de scheiding van kerk en staat weer in handen van de staat kwam.

## Geografie
De oppervlakte van Saint-Flour bedroeg op 1 januari 2022 27,14 vierkante kilometer; de bevolkingsdichtheid was toen 235,4 inwoners per km². 
De bovenstad is gebouwd op een basaltrots (881 m) die een honderdtal meter boven het omringende landschap en de rivier de Ander uitsteekt. Deze rots is 8,8 miljoen jaar geleden ontstaan uit een lavastroom van de vulkanen van Planèze. 
De onderstaande kaart toont de ligging van Saint-Flour met de belangrijkste infrastructuur en aangrenzende gemeenten.

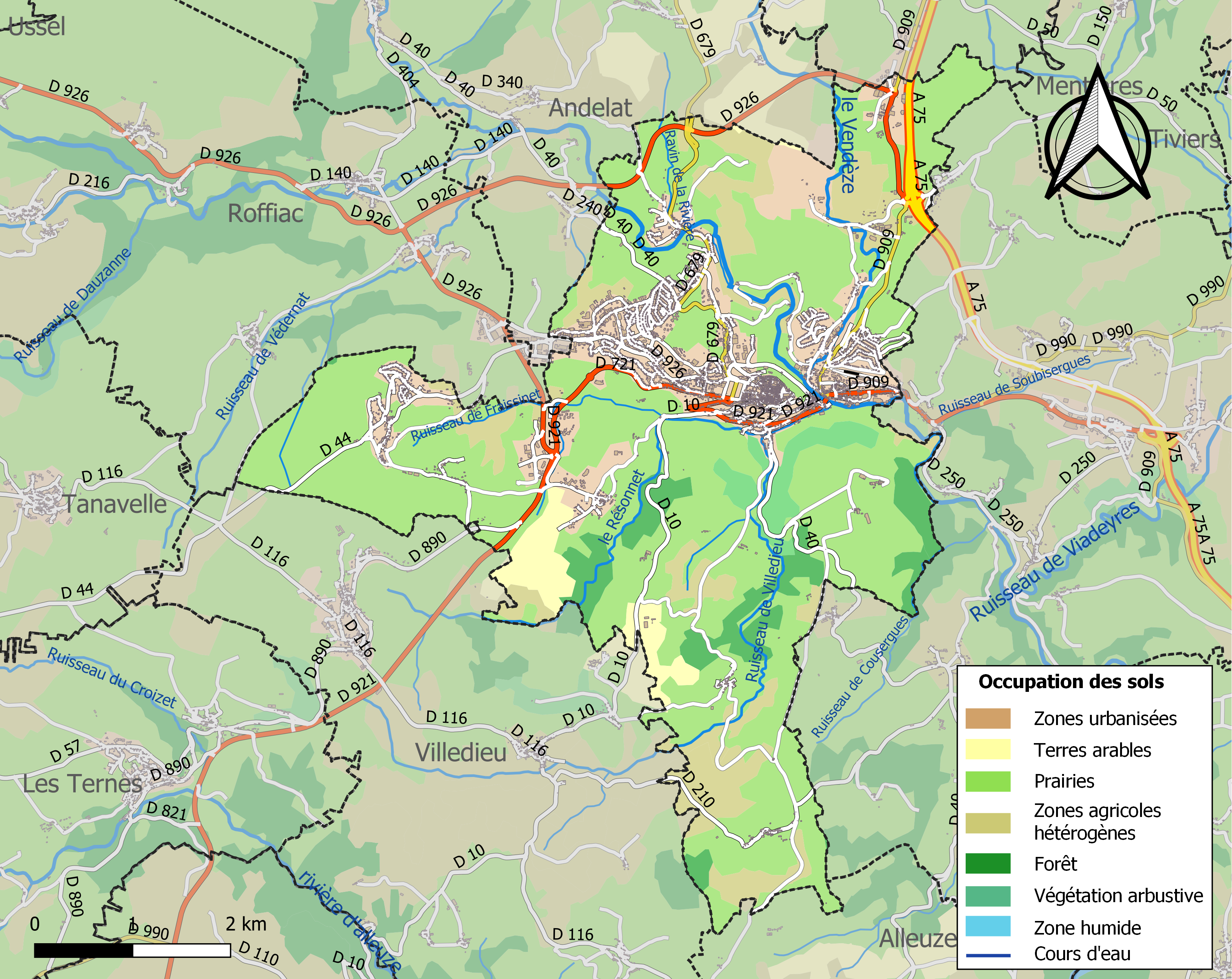

## Demografie
Onderstaande figuur toont het verloop van het inwonertal (bron: INSEE-tellingen).

Vanwege een beveiligingsprobleem met de MediaWiki Graph-software is het momenteel niet mogelijk deze grafiek weer te geven. Zodra de software is bijgewerkt zal de grafiek vanzelf weer zichtbaar worden.

## Bezienswaardigheden

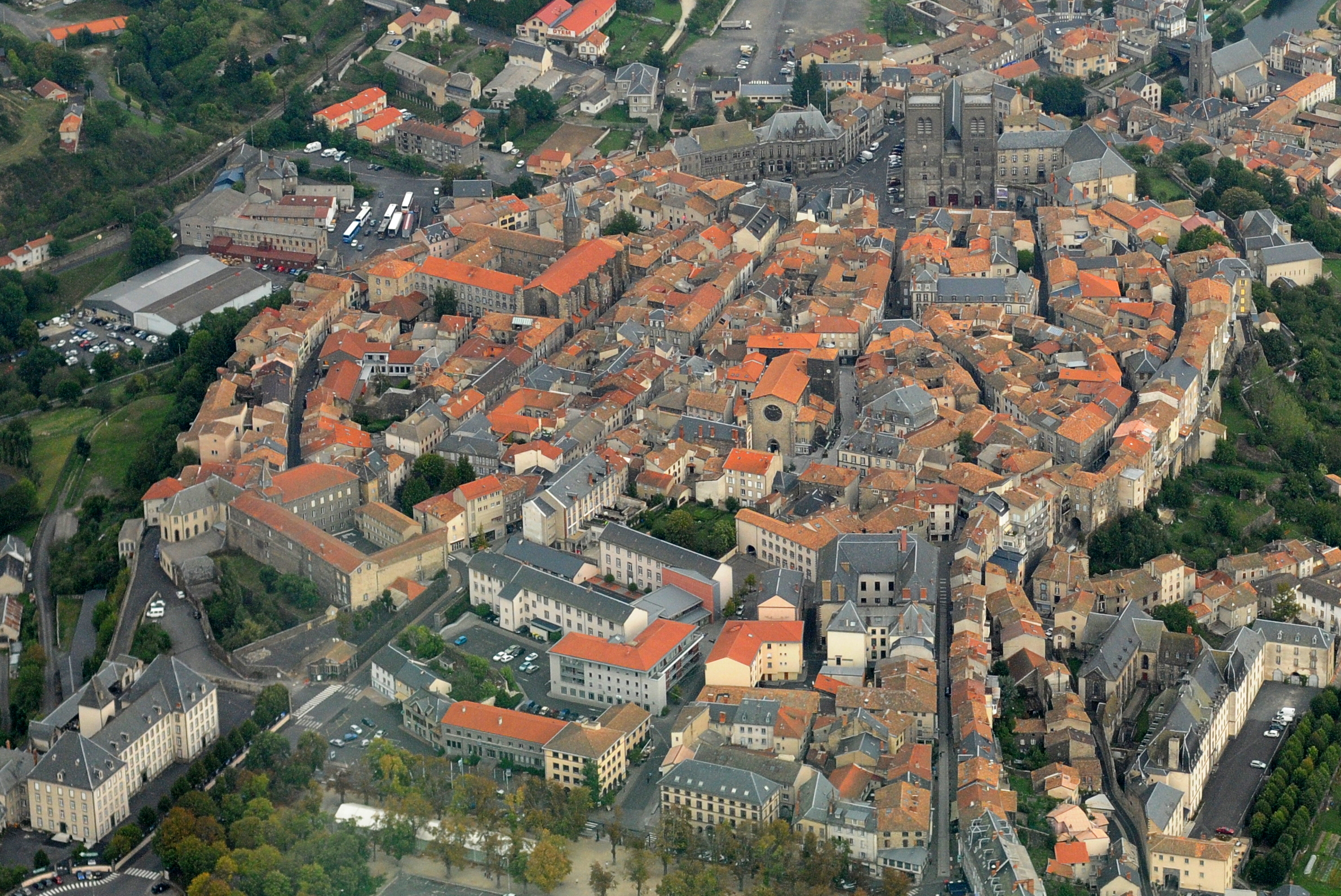
De bovenstad van Saint-Flour

De Orgues de Saint-Flour zijn steile rotswanden van vulkanische oorsprong. Ze zijn sinds 1942 beschermd als historisch monument.
Saint-Flour bezit resten van haar middeleeuwse stadsomwalling en verschillende monumenten die samenhangen met haar verleden als regionaal kerkelijk centrum, zoals de kathedraal (15e eeuw), de kapittelkerk Notre-Dame (14e eeuw), het bisschoppelijk paleis (17e eeuw, ontworpen door architect Jean Le Noir) en het voormalig jacobijnenklooster.

### Musea
- Musée de la Haute Auvergne, streekmuseum geopend in 1967 en gevestigd in het voormalige bisschoppelijk paleis
- Musée Alfred Douët, kunstmuseum en Musée de France, gevestigd in het Maison Consulaire, een patriciërswoning in renaissancestijl

### Afbeeldingen

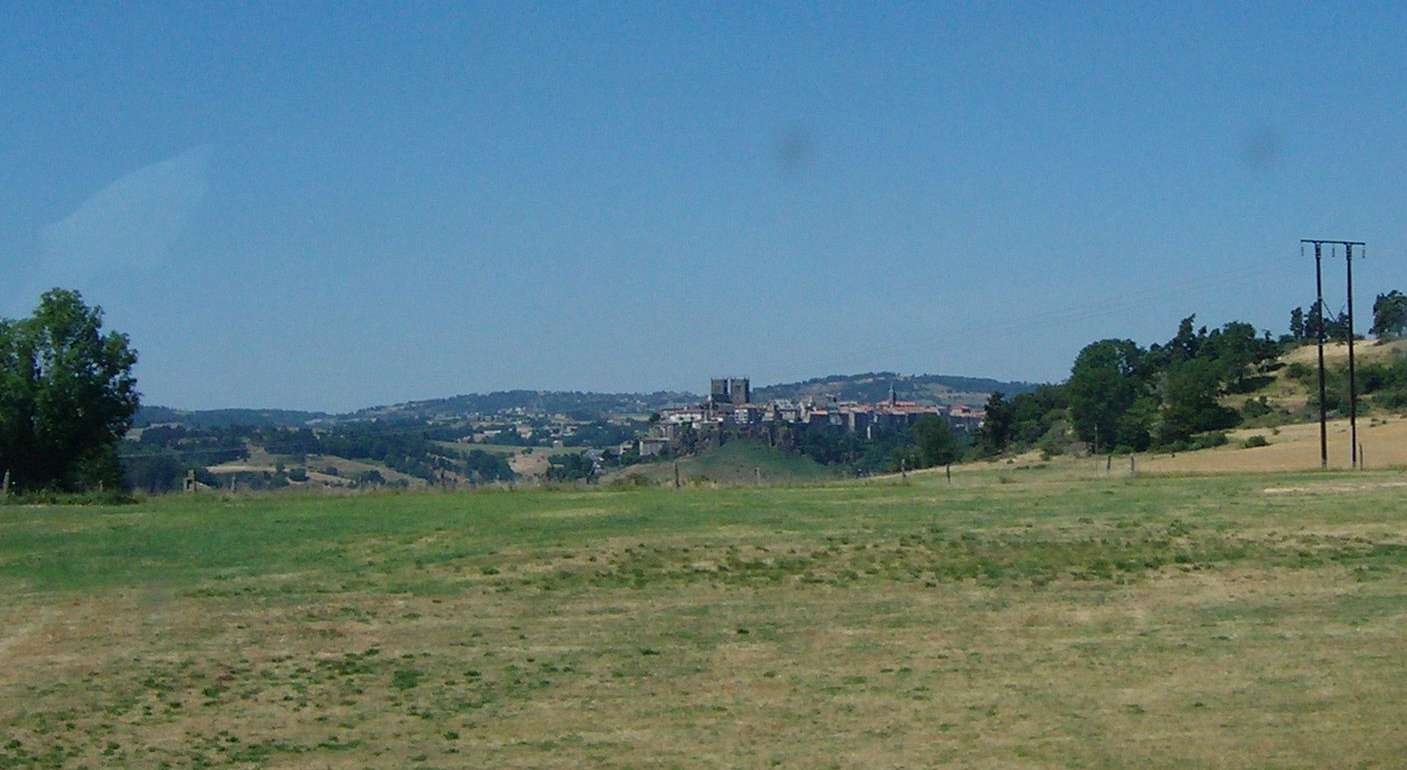
Saint-Flour vanaf de Autoroute A75
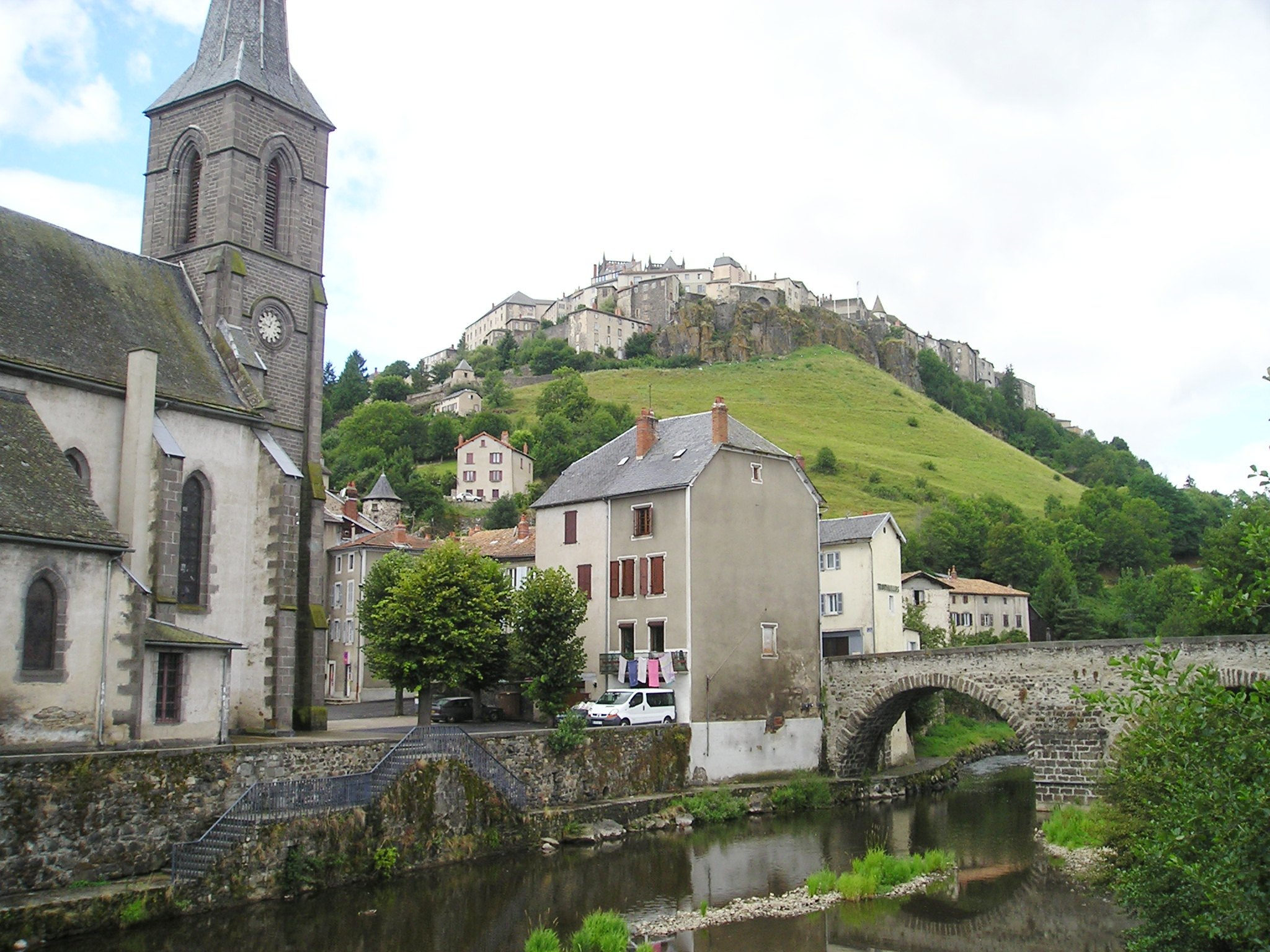
Gezicht op de bovenstad
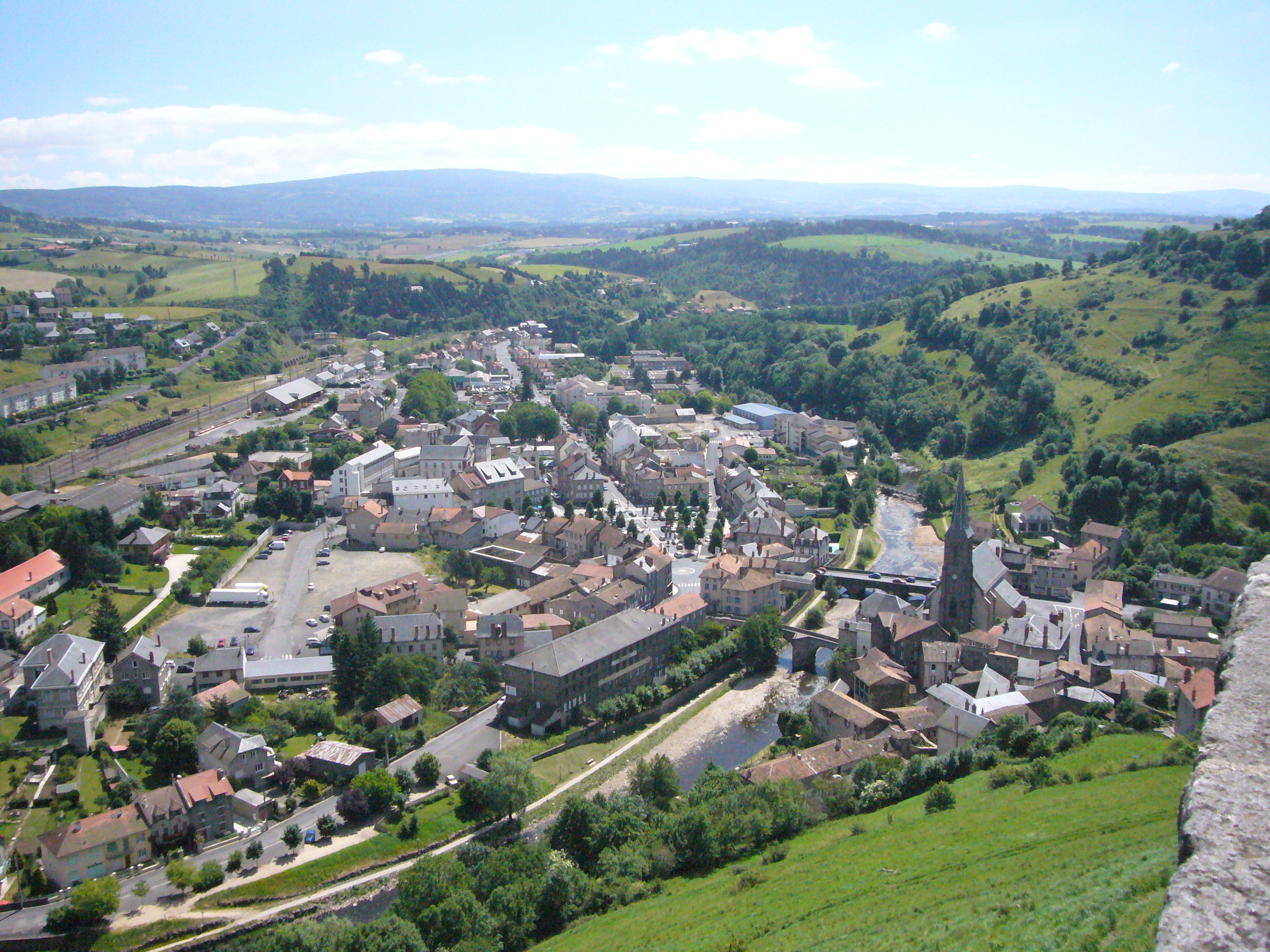
Gezicht op de benedenstad
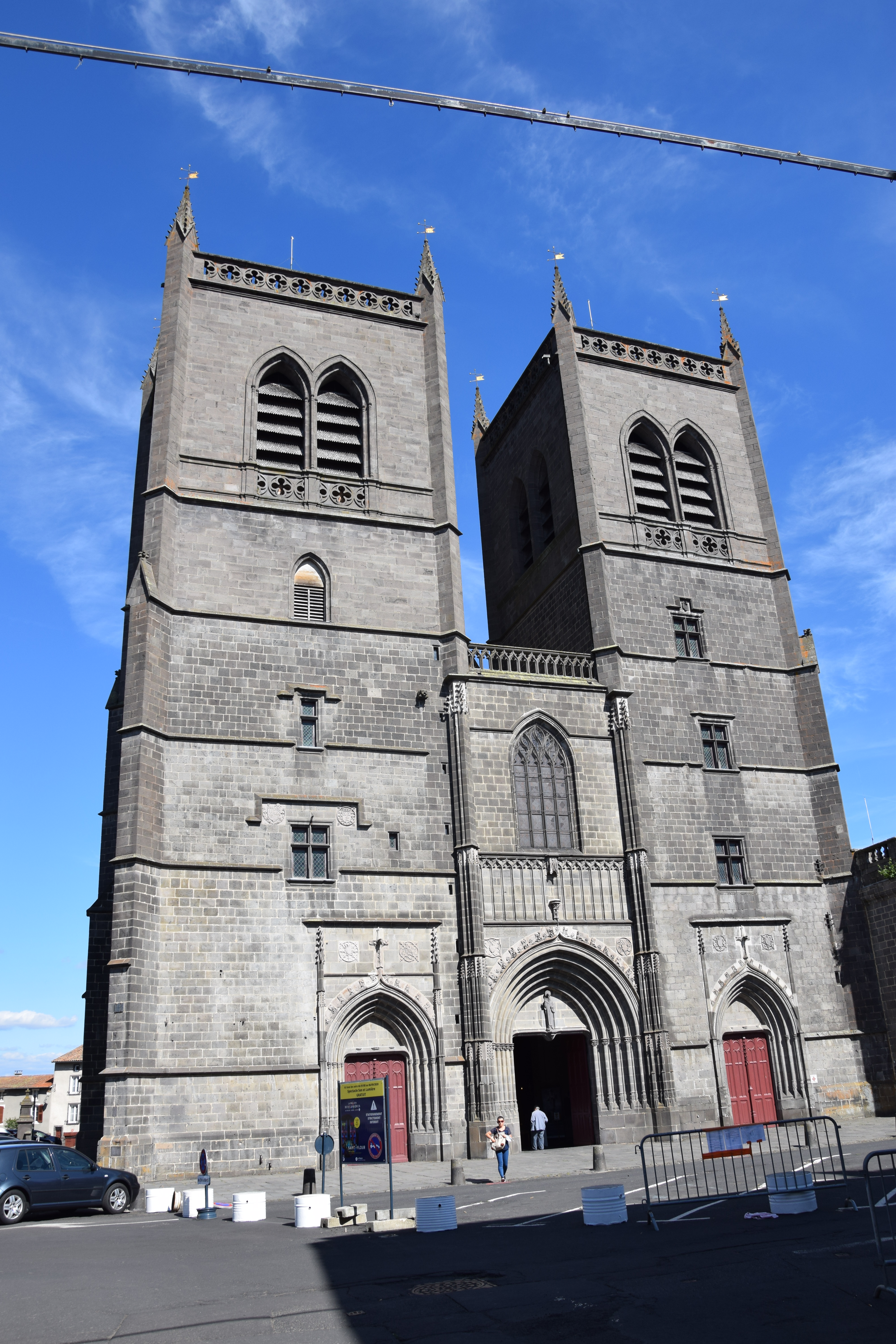
De kathedraal Saint-Pierre-et-Saint-Flour
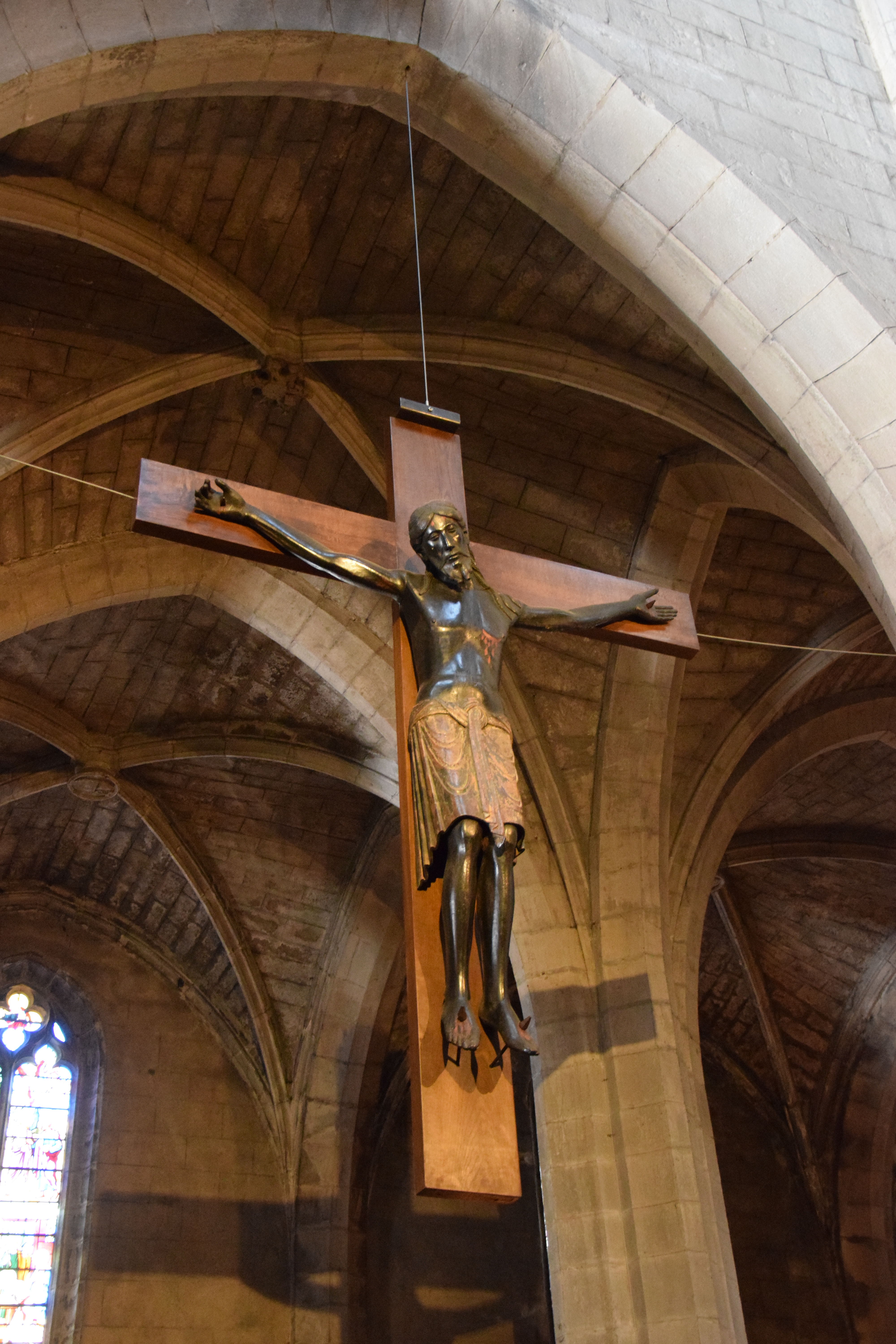
De zwarte Christus in de kathedraal is een romaans christusbeeld gemaakt in notenhout tussen de 11e en de 13e eeuw. De beschildering is 19e-eeuws.
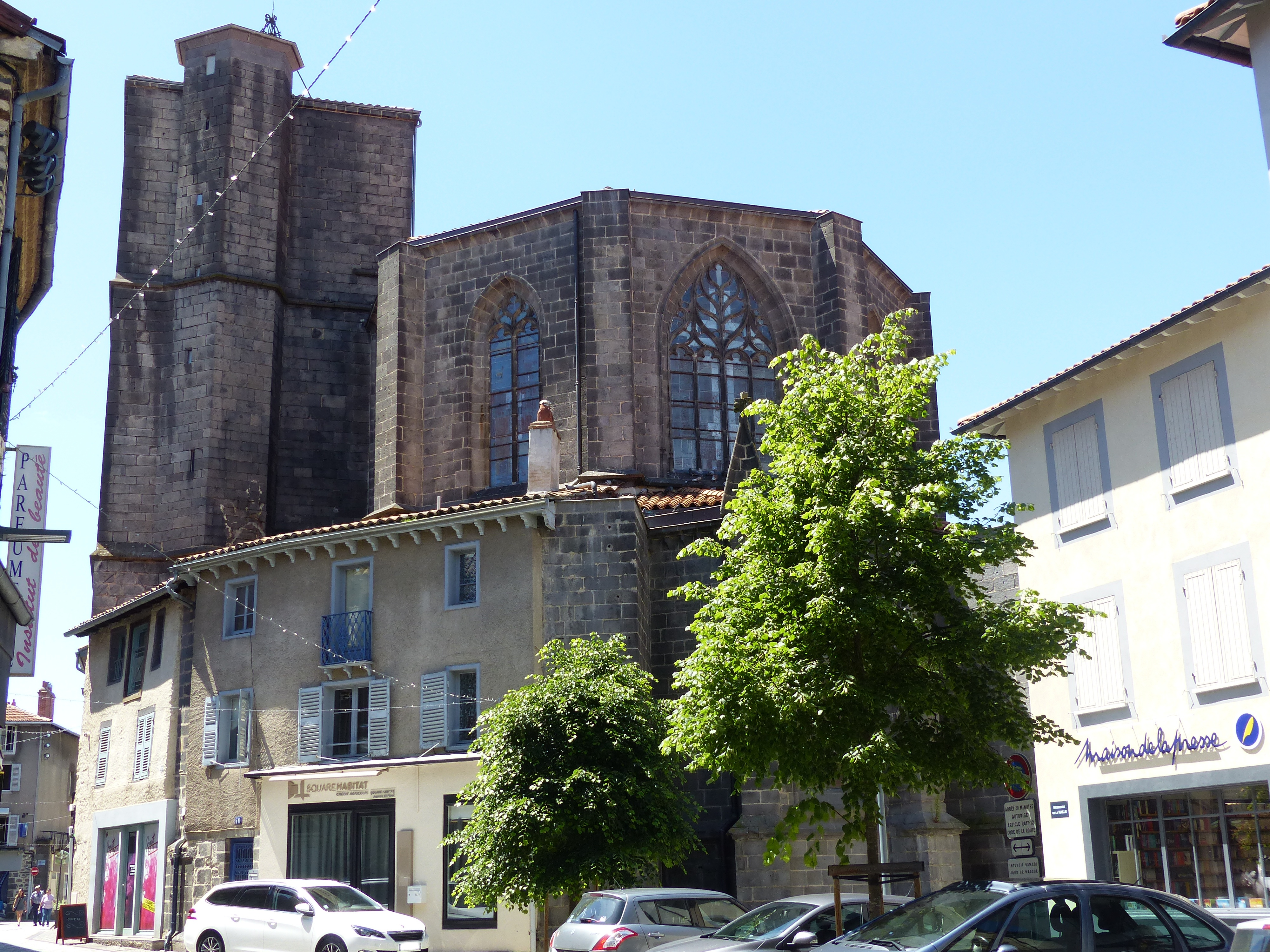
Kerk Notre Dame / Halle aux Bleds
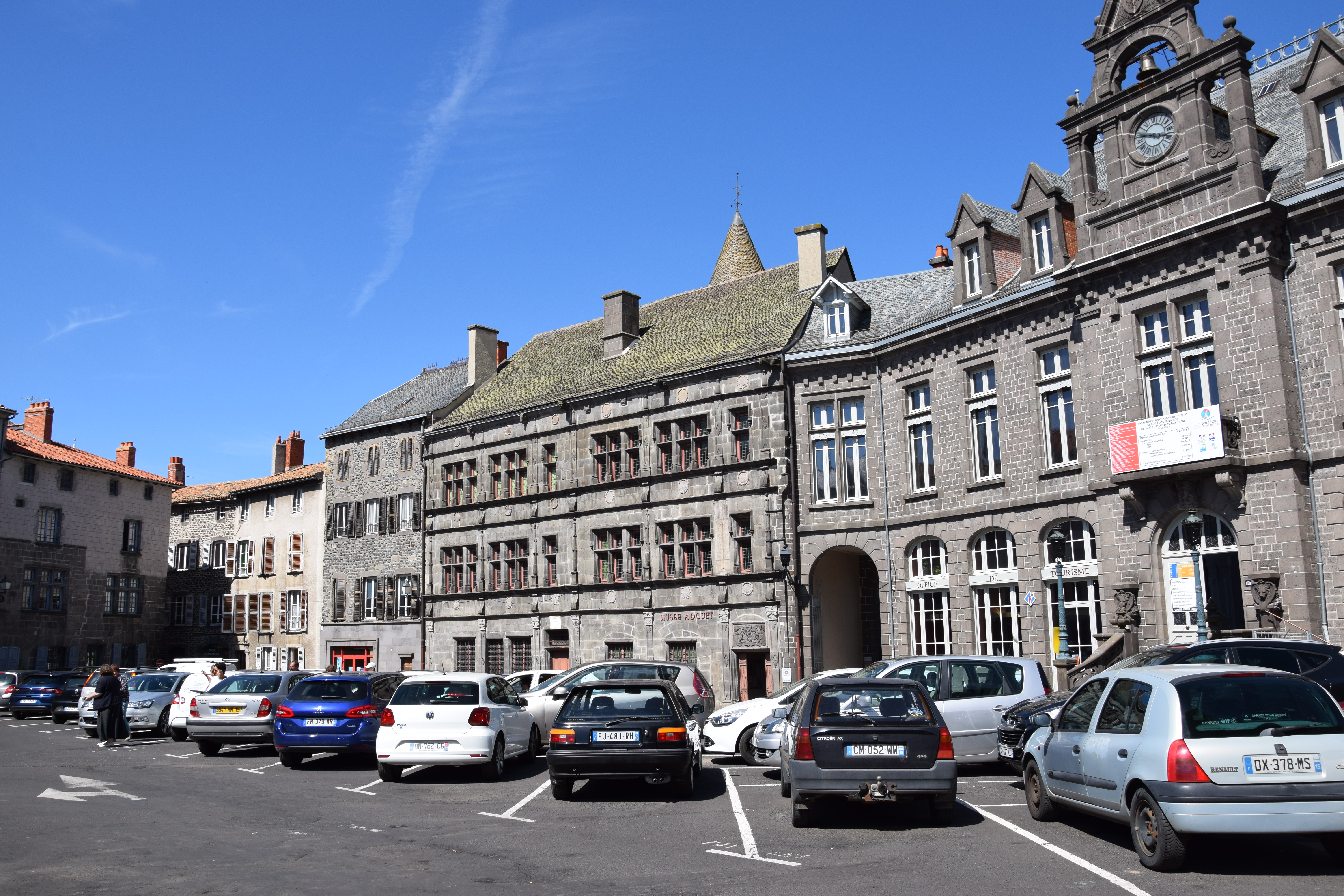
Maison Consulaire

## Sport
Saint-Flour was vier keer etappeplaats in de wielerkoers Ronde van Frankrijk. De eerste drie keer was Saint Flour aankomstplaats van een etappe. De ritwinnaars in Saint-Flour zijn David Etxebarria (1999), Richard Virenque (2004) en Luis León Sánchez (2011). In 2019 startte de etappe naar Albi in Saint-Flour.

## Stedenbanden
- Orléans (Frankrijk)
- Haselünne (Duitsland)